# 충주 청룡사지 보각국사탑비
충주 청룡사지 보각국사탑비(忠州 靑龍寺址 普覺國師塔碑)는 충청북도 충주시 소태면 청룡사지에 있는, 조선시대의 석비이다. 1979년 5월 22일 대한민국의 보물 제658호로 지정되었다.
고려 말의 승려 보각국사 혼수의 탑비이며, 1392년에 혼수가 입적하자 만들어진 것이다. 탑 바로 옆에 승탑이 있고, 앞에는 석등이 있다.

## 개요
청룡사 옛터에 남아 있는 비로, 고려 말에서 조선 초에 활약한 승려인 보각국사를 기리기 위해 세웠다.
보각국사 혼수(1320∼1392)는 도를 지킴에 조심하고, 특히 계율을 따를 것을 강조하였으며, 문장과 글씨에도 능하였다. 12세에 출가하여 22세 때에는 승과에 급제하였으며, 29세 때에는 금강산으로 들어갔다가 이후 청룡사로 옮겨가 머물렀다. 여러 명산을 두루 돌아다니며 수도하다가 조선 태조 1년(1392) 청룡사로 돌아와 73세에 입적하니, 태조는 시호를 내려 ‘보각국사’라 하고, 탑이름을 ‘정혜원융’이라 하였으며, 청룡사에 대사찰을 조성하도록 하였다.
비는 1장의 돌로 된 네모난 받침돌 위에 비몸돌이 서 있는데, 위로 머릿돌을 따로 얹지 않고, 몸돌 양 귀퉁이를 접듯이 깎아 마무리해 놓았다.
조선 태조 3년(1394) 문인선사 희달(希達)이 왕의 명을 받아 세운 것으로, 권근이 비문을 짓고, 승려 천택이 글씨를 썼다. 글씨에서는 힘이 느껴지고, 예스러운 순박함과 신비스러움이 함께 어우러져 있어 중국의 어느 명품에도 뒤지지 않을 만큼 품격을 지니고 있다. 이는 이후 조선시대를 통하여 이에 대적할 만한 것이 없을 만큼 돋보이는 면이라 할 수 있다.

## 같이 보기
- 충주 청룡사지 보각국사탑
- 충주 청룡사지 보각국사탑 앞 사자 석등

## 참고 자료
- 충주 청룡사지 보각국사탑비 - 국가유산청 국가유산포털